# 日本コープ共済生活協同組合連合会
日本コープ共済生活協同組合連合会（にほんコープきょうさいせいかつきょうどうくみあいれんごうかい、英：Japan CO-OP Insurance Consumers' Co-operative Federation、略称：コープ共済連）は、全国の会員生協で取り扱っている共済事業に関し、商品の開発・推進支援、契約の保全・支払審査など中央会的役割を担う全国連合会である。
日本生活協同組合連合会（日本生協連）と全国の生活協同組合（生協）が出資し、日本生協連と各生協が行ってきた「CO・OP共済（コープ共済）」の事業を引き継ぐことを目的に設立された。根拠法は消費生活協同組合法（生協法）、監督官庁は厚生労働省である。
ブランドステートメントは「明日のくらし、ささえあう」。

## 概要
日本生協連は1984年に共済事業活動（CO・OP共済《たすけあい》）を開始し、以後、元受会員生協との共同引受を開始したことにより、加入者が年々増加してきた。しかし、2008年4月、連合会と一定の規模以上の生協において、元受共済事業とその他事業等との兼業規制が盛り込まれた「改正消費生活協同組合法」が施行されたことにより、日本生協連が共済事業を行うことができなくなった。それを機に、日本生協連から共済事業を切り離し、日本生協連とCO・OP共済取扱会員生協が共同で出資し、日本生協連で行ってきた共済事業を引き継ぐことを目的に当連合会が発足した。
継承後に取扱・引受を行うCO・OP共済は《たすけあい》と《あいぷらす》2商品となっているが、CO・OP生命共済《新あいあい》並びにCO・OP火災共済についてはコープ共済連に引き継がれず、引き続き、全国労働者共済生活協同組合連合会（こくみん共済 coop）が引き受ける。
なお事業継承後も、同共済の手続きについてはこれまで通り、所属の各生協で取り扱うこととなっている。

## 沿革
- 1979年 - 日本生協連が、全労済との「CO・OP共済に関する基本協定」に基づき、CO・OP共済（A型：セット共済、B型：生命共済、C型：火災共済）を開始。
- 1981年 - 全国大学生活協同組合連合会（大学生協連）が、「学生総合共済」事業を開始。
- 1984年 - 日本生協連が共済事業（CO・OP共済「《たすけあい》」）を開始。A型：セット共済の募集を停止。
- 1987年 - 一部の生協との元受共済事業を開始。日本生協連がCO・OP生命共済「《あいあい》」の取扱を開始。B型：生命共済の募集を停止。CO・OP共済（C型：火災共済）を「CO・OP火災共済」に名称変更。
- 2000年 - 日本生協連がCO・OP共済「《あいぷらす》」の取扱を開始。
- 2007年 - 日本生協連がCO・OP生命共済「《新あいあい》」の取扱を開始。《あいあい》の募集を停止。
- 2008年10月23日 - 日本生協連と全国161生協等が共同で出資し、日本コープ共済生活協同組合連合会を設立[2]。
- 2009年
  - 3月1日 - CO・OP共済「《たすけあい》」の元受会員生協（日本生協連と共同引受を行っていた26生協）から共済事業の譲受と共済契約の包括移転を実施。
  - 3月21日 - CO・OP共済「《たすけあい》」・「《あいぷらす》」等の契約元受団体が、日本生協連からコープ共済連に継承。
- 2010年6月 - （全国大学生協連の共済事業を分離し、全国大学生協共済生活協同組合連合会（大学生協共済連）を設立。）
- 2011年 - CO・OP共済「《ずっとあい》終身生命」・「《ずっとあい》終身医療」の取扱を開始。
- 2021年
  - 9月1日 - 大学生協共済連との共同引受によりCO・OP学生総合共済の取扱を開始（保障開始は2022年4月）。
  - 11月1日 - 受託共済としてこくみん共済 coopの「マイカー共済」の取扱を開始。
- 2022年
  - 9月30日 - 大学生協共済連が解散。
  - 10月1日 ‐ 大学生協共済連より共済事業を全部譲受[3]。「《学生総合共済》」等の同生協連が保有する共済契約を包括移転。

## 主な共済制度

### 元受共済
- CO･OP共済《たすけあい》（生命共済・住宅災害共済・こども共済）
- CO･OP共済《あいぷらす》（定期生命共済）
- CO･OP共済《ずっとあい》（終身共済）
- CO･OP学生総合共済（学生総合共済）

### 受託共済（元受：こくみん共済 coop）
- CO･OP生命共済《新あいあい》（個人長期生命共済）
- CO･OP火災共済（風水害等給付金付火災共済・自然災害共済）
- マイカー共済（自動車総合補償共済）

## 共済を取り扱う会員生協
- CO･OP共済《たすけあい》について、コープ共済連と共同引受を行う生活協同組合連合会（3生協連）

| 本部所在地 | 生活協同組合連合会の名称                 | 備考 |
| ---------- | ---------------------------------------- | ---- |
| 東京都     | 生活クラブ共済事業連合生活協同組合連合会 |      |
| 東京都     | パルシステム共済生活協同組合連合会       |      |
| 福岡県     | グリーンコープ共済生活協同組合連合会     |      |

- 取り扱い生協（次項の「学生総合共済のみを取り扱う大学生協」を除く）（142生協）

| 本部所在地 | 生活協同組合の名称                     | 備考                                                  |
| ---------- | -------------------------------------- | ----------------------------------------------------- |
| 北海道     | 生活協同組合コープさっぽろ             |                                                       |
| 北海道     | 生活クラブ生活協同組合（北海道）       |                                                       |
| 北海道     | 室蘭工業大学生活協同組合               |                                                       |
| 青森県     | 青森県庁消費生活協同組合               |                                                       |
| 青森県     | 青森県民生活協同組合                   |                                                       |
| 青森県     | 生活協同組合コープあおもり             |                                                       |
| 青森県     | 生活クラブ生活協同組合（青森）         |                                                       |
| 秋田県     | 生活協同組合コープあきた               |                                                       |
| 岩手県     | 岩手県学校生活協同組合                 |                                                       |
| 岩手県     | いわて生活協同組合                     |                                                       |
| 岩手県     | 生活クラブ生活協同組合（岩手）         |                                                       |
| 宮城県     | 生活協同組合あいコープみやぎ           |                                                       |
| 宮城県     | みやぎ生活協同組合                     |                                                       |
| 山形県     | 生活協同組合共立社                     |                                                       |
| 山形県     | 生活クラブやまがた生活協同組合         |                                                       |
| 福島県     | 生活協同組合あいコープふくしま         |                                                       |
| 福島県     | 生活協同組合コープあいづ               |                                                       |
| 福島県     | 生活協同組合パルシステム福島           |                                                       |
| 福島県     | 生活クラブふくしま生活協同組合         |                                                       |
| 茨城県     | いばらきコープ生活協同組合             |                                                       |
| 茨城県     | 常総生活協同組合                       |                                                       |
| 茨城県     | 生活協同組合パルシステム茨城 栃木      |                                                       |
| 茨城県     | 生活クラブ生活協同組合（茨城）         |                                                       |
| 茨城県     | 茨城県庁生活協同組合                   |                                                       |
| 栃木県     | 生活クラブ生活協同組合（栃木）         |                                                       |
| 栃木県     | とちぎコープ生活協同組合               |                                                       |
| 栃木県     | よつ葉生活協同組合                     |                                                       |
| 群馬県     | 生活協同組合コープぐんま               |                                                       |
| 群馬県     | 生活協同組合パルシステム群馬           |                                                       |
| 群馬県     | 生活クラブ生活協同組合（群馬）         |                                                       |
| 埼玉県     | 埼玉県勤労者生活協同組合               |                                                       |
| 埼玉県     | 生活協同組合コープみらい               |                                                       |
| 埼玉県     | 生活協同組合パルシステム埼玉           |                                                       |
| 埼玉県     | 生活クラブ生活協同組合（埼玉）         |                                                       |
| 千葉県     | 生活協同組合パルシステム千葉           |                                                       |
| 千葉県     | 生活クラブ生活協同組合（千葉）         |                                                       |
| 千葉県     | なのはな生活協同組合                   |                                                       |
| 東京都     | 自然派くらぶ生活協同組合               |                                                       |
| 東京都     | 生活協同組合パルシステム東京           |                                                       |
| 東京都     | 生活クラブ生活協同組合（東京）         |                                                       |
| 東京都     | 東京都学校生活協同組合                 | 1. コープ共済連の元受共済の取り扱いは無し。           |
| 東京都     | 東京都学校生活協同組合                 | 2. 受託共済(元受：こくみん共済coop)の一部を取り扱う。 |
| 東京都     | 東都生活協同組合                       |                                                       |
| 神奈川県   | 生活協同組合うらがCO-OP                |                                                       |
| 神奈川県   | 生活協同組合ナチュラルコープヨコハマ   |                                                       |
| 神奈川県   | 生活協同組合パルシステム神奈川         |                                                       |
| 神奈川県   | 生活協同組合ユーコープ                 |                                                       |
| 神奈川県   | 生活クラブ生活協同組合（神奈川）       |                                                       |
| 神奈川県   | 全日本海員生活協同組合                 | 受託共済(元受：こくみん共済coop)の取り扱いは無し。    |
| 神奈川県   | 福祉クラブ生活協同組合                 |                                                       |
| 神奈川県   | 富士フイルム生活協同組合               |                                                       |
| 新潟県     | 生活協同組合コープデリにいがた         |                                                       |
| 新潟県     | 生活協同組合パルシステム新潟ときめき   |                                                       |
| 山梨県     | 生活協同組合パルシステム山梨           |                                                       |
| 山梨県     | 生活クラブ生活協同組合（山梨）         |                                                       |
| 長野県     | 生活協同組合コープながの               |                                                       |
| 長野県     | 生活クラブ生活協同組合（長野）         |                                                       |
| 長野県     | 長野県庁生活協同組合                   | 受託共済(元受：こくみん共済coop)の取り扱いは無し。    |
| 富山県     | とやま生活協同組合                     |                                                       |
| 石川県     | 生活協同組合コープいしかわ             |                                                       |
| 福井県     | 福井県民生活協同組合                   |                                                       |
| 岐阜県     | 岐阜県学校生活協同組合                 |                                                       |
| 岐阜県     | 生活協同組合コープぎふ                 |                                                       |
| 岐阜県     | 生活協同組合アイチョイス岐阜           |                                                       |
| 静岡県     | 生活協同組合パルシステム静岡           |                                                       |
| 静岡県     | 生活クラブ生活協同組合（静岡）         |                                                       |
| 愛知県     | あいち生活協同組合                     |                                                       |
| 愛知県     | 一宮生活協同組合                       |                                                       |
| 愛知県     | かりや愛知中央生活協同組合             |                                                       |
| 愛知県     | 生活協同組合コープあいち               |                                                       |
| 愛知県     | 生活クラブ生活協同組合（愛知）         |                                                       |
| 愛知県     | トヨタ生活協同組合                     |                                                       |
| 三重県     | 生活協同組合コープみえ                 |                                                       |
| 滋賀県     | 生活協同組合コープしが                 |                                                       |
| 滋賀県     | 生活クラブ生活協同組合（滋賀）         |                                                       |
| 滋賀県     | グリーンコープしがまる生活協同組合     |                                                       |
| 京都府     | 京都市民共済生活協同組合               |                                                       |
| 京都府     | 京都生活協同組合                       |                                                       |
| 京都府     | 生活協同組合コープ自然派京都           |                                                       |
| 京都府     | 生活協同組合生活クラブ京都エル・コープ |                                                       |
| 大阪府     | 大阪いずみ市民生活協同組合             |                                                       |
| 大阪府     | 大阪学校生活協同組合                   | 受託共済(元受：こくみん共済coop)の取り扱いは無し。    |
| 大阪府     | 大阪市民共済生活協同組合               | 受託共済(元受：こくみん共済coop)の取り扱いは無し。    |
| 大阪府     | 大阪よどがわ市民生活協同組合           |                                                       |
| 大阪府     | グリーンコープ生活協同組合おおさか     |                                                       |
| 大阪府     | 生活協同組合エスコープ大阪             |                                                       |
| 大阪府     | 生活協同組合おおさかパルコープ         |                                                       |
| 大阪府     | 生活協同組合コープ自然派おおさか       |                                                       |
| 大阪府     | 生活クラブ生活協同組合大阪             |                                                       |
| 大阪府     | 泉南生活協同組合                       |                                                       |
| 兵庫県     | 尼崎市民共済生活協同組合               | 受託共済(元受：こくみん共済coop)の取り扱いは無し。    |
| 兵庫県     | 神戸市民生活協同組合                   | 受託共済(元受：こくみん共済coop)の取り扱いは無し。    |
| 兵庫県     | 生活協同組合コープこうべ               |                                                       |
| 兵庫県     | 神戸大学生活協同組合                   | 受託共済(元受：こくみん共済coop)の取り扱いは無し。    |
| 兵庫県     | 生活協同組合コープ自然派兵庫           |                                                       |
| 兵庫県     | 生活クラブ生活協同組合都市生活         |                                                       |
| 兵庫県     | 西宮市民共済生活協同組合               | 受託共済(元受：こくみん共済coop)の取り扱いは無し。    |
| 兵庫県     | 姫路市民共済生活協同組合               | 受託共済(元受：こくみん共済coop)の取り扱いは無し。    |
| 奈良県     | 市民生活協同組合ならコープ             |                                                       |
| 奈良県     | 生活協同組合コープ自然派奈良           |                                                       |
| 奈良県     | 生活クラブ生活協同組合(奈良)           |                                                       |
| 和歌山県   | わかやま市民生活協同組合               |                                                       |
| 鳥取県     | グリーンコープ生活協同組合とっとり     |                                                       |
| 鳥取県     | 鳥取県生活協同組合                     |                                                       |
| 島根県     | グリーンコープ生活協同組合(島根)       |                                                       |
| 島根県     | 島根県学校生活協同組合                 | 受託共済(元受：こくみん共済coop)の取り扱いは無し。    |
| 島根県     | 生活協同組合しまね                     |                                                       |
| 岡山県     | グリ―ンコープ生活協同組合おかやま      |                                                       |
| 岡山県     | 生活協同組合おかやまコープ             |                                                       |
| 岡山県     | 三井造船生活協同組合                   |                                                       |
| 広島県     | グリ―ンコープ生活協同組合ひろしま      |                                                       |
| 広島県     | 生活協同組合ひろしま                   |                                                       |
| 広島県     | 竹原生活協同組合                       |                                                       |
| 広島県     | 日立造船因島生活協同組合               |                                                       |
| 山口県     | グリーンコープやまぐち生活協同組合     |                                                       |
| 山口県     | 生活協同組合コープやまぐち             |                                                       |
| 山口県     | 山口県学校生活協同組合                 | 受託共済(元受：こくみん共済coop)の取り扱いは無し。    |
| 徳島県     | 生活協同組合コープ自然派しこく         |                                                       |
| 徳島県     | 生活協同組合とくしま生協               |                                                       |
| 徳島県     | 徳島県学校生活協同組合                 | 受託共済(元受：こくみん共済coop)の取り扱いは無し。    |
| 香川県     | 香川県学校生活協同組合                 | 受託共済(元受：こくみん共済coop)の取り扱いは無し。    |
| 香川県     | 生活協同組合コープかがわ               |                                                       |
| 愛媛県     | 生活協同組合コープえひめ               |                                                       |
| 高知県     | 高知県学校生活協同組合                 | 受託共済(元受：こくみん共済coop)の取り扱いは無し。    |
| 高知県     | こうち生活協同組合                     |                                                       |
| 福岡県     | エフコープ生活協同組合                 |                                                       |
| 福岡県     | グリーンコープ生活協同組合ふくおか     |                                                       |
| 福岡県     | 福岡県民火災共済生活協同組合           |                                                       |
| 佐賀県     | グリ―ンコープ生活協同組合さが          |                                                       |
| 佐賀県     | コープさが生活協同組合                 |                                                       |
| 長崎県     | グリ―ンコープ生活協同組合(長崎)        |                                                       |
| 長崎県     | 生活協同組合ララコープ                 |                                                       |
| 熊本県     | グリーンコープ生活協同組合くまもと     |                                                       |
| 熊本県     | 生活協同組合くまもと                   |                                                       |
| 大分県     | グリーンコープ生活協同組合おおいた     |                                                       |
| 大分県     | 生活協同組合コープおおいた             |                                                       |
| 大分県     | 日田市民生活協同組合                   |                                                       |
| 宮崎県     | グリーンコープ生活協同組合みやざき     |                                                       |
| 宮崎県     | 生活協同組合コープみやざき             |                                                       |
| 鹿児島県   | グリーンコープかごしま生活協同組合     |                                                       |
| 鹿児島県   | 生活協同組合コープかごしま             |                                                       |
| 沖縄県     | 沖縄県学校生活協同組合                 |                                                       |
| 沖縄県     | 生活協同組合コープおきなわ             |                                                       |

- 学生総合共済のみを取り扱う大学生協（209生協）(学生総合共済以外の共済も取り扱う大学生協は、前項を参照)

| 本部所在地 | 生活協同組合の名称                               | 備考                                                               |
| ---------- | ------------------------------------------------ | ------------------------------------------------------------------ |
| 北海道     | 北海道大学生活協同組合                           |                                                                    |
| 北海道     | 北海学園生活協同組合                             | 北海学園大学 北海商科大学                                          |
| 北海道     | 酪農学園生活協同組合                             | 酪農学園大学                                                       |
| 北海道     | 札幌学院大学生活協同組合                         |                                                                    |
| 北海道     | 北星学園生活協同組合                             | 北星学園大学 北星学園大学短期大学部                                |
| 北海道     | 北海道教育大学生活協同組合                       |                                                                    |
| 北海道     | 札幌大学生活協同組合                             | 札幌大学 札幌大学女子短期大学部                                    |
| 北海道     | 小樽商科大学生活協同組合                         |                                                                    |
| 北海道     | 帯広畜産大学生活協同組合                         |                                                                    |
| 北海道     | 北見工業大学生活協同組合                         |                                                                    |
| 北海道     | 釧路公立大学生活協同組合                         |                                                                    |
| 北海道     | 公立はこだて未来大学生活協同組合                 |                                                                    |
| 北海道     | 旭川市立大学生活協同組合                         |                                                                    |
| 青森県     | 弘前大学生活協同組合                             |                                                                    |
| 青森県     | 弘前学院生活協同組合                             | 弘前学院大学                                                       |
| 岩手県     | 岩手大学生活協同組合                             |                                                                    |
| 岩手県     | 盛岡大学生活協同組合                             | 盛岡大学 盛岡大学短期大学部                                        |
| 岩手県     | 岩手県立大学生活協同組合                         | 岩手県立大学 岩手県立大学盛岡短期大学部 岩手県立大学宮古短期大学部 |
| 宮城県     | 東北大学生活協同組合                             |                                                                    |
| 宮城県     | 東北学院大学生活協同組合                         |                                                                    |
| 宮城県     | 東北工業大学生活協同組合                         |                                                                    |
| 宮城県     | 宮城大学生活協同組合                             |                                                                    |
| 宮城県     | 宮城教育大学生活協同組合                         |                                                                    |
| 宮城県     | 尚絅学院大学生活協同組合                         |                                                                    |
| 宮城県     | 宮城学院生活協同組合                             | 宮城学院女子大学                                                   |
| 宮城県     | 大学生活協同組合みやぎインターカレッジコープ     |                                                                    |
| 秋田県     | 秋田大学生活協同組合                             |                                                                    |
| 山形県     | 山形大学生活協同組合                             |                                                                    |
| 福島県     | 福島大学生活協同組合                             |                                                                    |
| 茨城県     | 茨城大学生活協同組合                             |                                                                    |
| 茨城県     | 茨城キリスト教学園生活協同組合                   | 茨城キリスト教大学                                                 |
| 栃木県     | 宇都宮大学消費生活協同組合                       |                                                                    |
| 栃木県     | 足利大学生活協同組合                             | 足利大学 足利短期大学                                              |
| 群馬県     | 群馬大学生活協同組合                             |                                                                    |
| 群馬県     | 高崎経済大学生活協同組合                         |                                                                    |
| 群馬県     | 太田情報・医療・自動車専門学校生活協同組合       | 太田情報商科専門学校 太田医療技術専門学校 太田自動車大学校         |
| 群馬県     | 前橋工科大学生活協同組合                         |                                                                    |
| 埼玉県     | 埼玉大学生活協同組合                             |                                                                    |
| 埼玉県     | 跡見学園女子大学生活協同組合                     |                                                                    |
| 埼玉県     | 大東文化学園生活協同組合                         | 大東文化大学                                                       |
| 埼玉県     | 十文字学園生活協同組合                           | 十文字学園女子大学                                                 |
| 埼玉県     | 淑徳大学みずほ台生活協同組合                     | （みずほ台キャンパスを職域とする）                                 |
| 埼玉県     | 芝浦工業大学消費生活協同組合                     |                                                                    |
| 千葉県     | 千葉大学生活協同組合                             |                                                                    |
| 千葉県     | 千葉商科大学生活協同組合                         |                                                                    |
| 千葉県     | 東邦大学消費生活協同組合                         | （習志野キャンパスのみを職域とする）                               |
| 東京都     | 東京外国語大学生活協同組合                       |                                                                    |
| 東京都     | お茶の水女子大学消費生活協同組合                 |                                                                    |
| 東京都     | 東京医科歯科大学生活協同組合                     |                                                                    |
| 東京都     | 武蔵学園生活協同組合                             | 武蔵大学                                                           |
| 東京都     | 東京芸術大学生活協同組合                         |                                                                    |
| 東京都     | 日本女子大学生活協同組合                         |                                                                    |
| 東京都     | 東洋大学生活協同組合                             |                                                                    |
| 東京都     | 法政大学生活協同組合                             |                                                                    |
| 東京都     | 東京大学消費生活協同組合                         |                                                                    |
| 東京都     | 早稲田大学生活協同組合                           |                                                                    |
| 東京都     | 東京理科大学消費生活協同組合                     |                                                                    |
| 東京都     | 東京電機大学生活協同組合                         |                                                                    |
| 東京都     | 工学院大学学園生活協同組合                       |                                                                    |
| 東京都     | 東京海洋大学生活協同組合                         |                                                                    |
| 東京都     | 東京工業大学生活協同組合                         |                                                                    |
| 東京都     | 明治学院消費生活協同組合                         | 明治学院大学                                                       |
| 東京都     | 東京都立大学生活協同組合                         |                                                                    |
| 東京都     | 日本社会事業大学生活協同組合                     | ※2024年3月31日解散予定                                             |
| 東京都     | 星薬科大学生活協同組合                           |                                                                    |
| 東京都     | 東京農業大学生活協同組合                         |                                                                    |
| 東京都     | 昭和大学生活協同組合                             | 昭和大学 昭和大学医学部附属看護専門学校                            |
| 東京都     | 日本赤十字看護大学生活協同組合                   |                                                                    |
| 東京都     | 東京工業高等専門学校生活協同組合                 |                                                                    |
| 東京都     | 東京経済大学生活協同組合                         |                                                                    |
| 東京都     | 東京学芸大学生活協同組合                         |                                                                    |
| 東京都     | 東京農工大学消費生活協同組合                     |                                                                    |
| 東京都     | 電気通信大学生活協同組合                         |                                                                    |
| 東京都     | 東京薬科大学生活協同組合                         |                                                                    |
| 東京都     | 一橋大学消費生活協同組合                         |                                                                    |
| 東京都     | 津田塾大学生活協同組合                           |                                                                    |
| 東京都     | 白梅学園生活協同組合                             | 白梅学園大学 白梅学園短期大学                                      |
| 東京都     | 和光学園生活協同組合                             | 和光大学                                                           |
| 東京都     | 桜美林学園消費生活協同組合                       | 桜美林大学                                                         |
| 東京都     | 日本獣医生命科学大学生活協同組合                 |                                                                    |
| 東京都     | 明治薬科大学生活協同組合                         |                                                                    |
| 東京都     | 生活協同組合東京インターカレッジコープ           |                                                                    |
| 神奈川県   | 慶應義塾生活協同組合                             | 慶應義塾大学                                                       |
| 神奈川県   | 横浜国立大学生活協同組合                         |                                                                    |
| 神奈川県   | 横浜市立大学生活協同組合                         |                                                                    |
| 神奈川県   | 宇宙科学研究所生活協同組合                       |                                                                    |
| 神奈川県   | 神奈川大学生活協同組合                           |                                                                    |
| 神奈川県   | 東京工芸大学生活協同組合                         |                                                                    |
| 神奈川県   | 麻布大学生活協同組合                             |                                                                    |
| 新潟県     | 新潟大学生活協同組合                             |                                                                    |
| 新潟県     | 新潟県立大学生活協同組合                         |                                                                    |
| 新潟県     | 新潟青陵大学・短期大学生活協同組合               | 新潟青陵大学 新潟青陵大学短期大学部                                |
| 富山県     | 富山大学生活協同組合                             |                                                                    |
| 富山県     | 富山県立大学生活協同組合                         |                                                                    |
| 富山県     | 富山高等専門学校生活協同組合                     |                                                                    |
| 石川県     | 金沢大学生活協同組合                             |                                                                    |
| 石川県     | 石川工業高等専門学校生活協同組合                 |                                                                    |
| 福井県     | 福井大学生活協同組合                             |                                                                    |
| 山梨県     | 山梨大学生活協同組合                             |                                                                    |
| 山梨県     | 山梨県立大学生活協同組合                         |                                                                    |
| 長野県     | 信州大学生活協同組合                             |                                                                    |
| 長野県     | 長野大学生活協同組合                             |                                                                    |
| 長野県     | 長野県立大学生活協同組合                         |                                                                    |
| 長野県     | 長野県看護大学生活協同組合                       |                                                                    |
| 長野県     | 松本大学生活協同組合                             |                                                                    |
| 長野県     | 清泉女学院生活協同組合                           | 清泉大学 清泉大学短期大学部                                        |
| 岐阜県     | 岐阜大学消費生活協同組合                         | 岐阜大学 岐阜薬科大学                                              |
| 岐阜県     | 岐阜市立女子短期大学生活協同組合                 |                                                                    |
| 静岡県     | 静岡大学生活協同組合                             |                                                                    |
| 静岡県     | 静岡文化芸術大学生活協同組合                     |                                                                    |
| 愛知県     | 愛知大学生活協同組合                             | 愛知大学 愛知大学短期大学部                                        |
| 愛知県     | 名古屋大学消費生活協同組合                       |                                                                    |
| 愛知県     | 愛知教育大学生活協同組合                         |                                                                    |
| 愛知県     | 名古屋工業大学生活協同組合                       |                                                                    |
| 愛知県     | 名古屋市立大学生活協同組合                       |                                                                    |
| 愛知県     | 愛知県公立大学生活協同組合                       | 愛知県立大学 愛知県立芸術大学                                      |
| 愛知県     | 日本福祉大学生活協同組合                         |                                                                    |
| 愛知県     | 中京大学生活協同組合                             |                                                                    |
| 愛知県     | 名城大学生活協同組合                             |                                                                    |
| 愛知県     | 自然科学研究機構岡崎生活協同組合                 | （岡崎地区を職域とする）                                           |
| 愛知県     | 金城学院大学生活協同組合                         |                                                                    |
| 愛知県     | 生活協同組合インターカレッジコープ愛知           |                                                                    |
| 愛知県     | 日本赤十字豊田看護大学生活協同組合               |                                                                    |
| 三重県     | 三重大学生活協同組合                             |                                                                    |
| 三重県     | 三重短期大学生活協同組合                         |                                                                    |
| 三重県     | 三重県立看護大学生活協同組合                     |                                                                    |
| 滋賀県     | 滋賀県立大学生活協同組合                         |                                                                    |
| 滋賀県     | 滋賀大学大津地区生活協同組合                     | （大津地区を職域とする）                                           |
| 滋賀県     | 滋賀大学彦根地区生活協同組合                     | （彦根地区を職域とする）                                           |
| 滋賀県     | 滋賀医科大学生活協同組合                         |                                                                    |
| 京都府     | 京都大学生活協同組合                             |                                                                    |
| 京都府     | 同志社生活協同組合                               | 同志社大学 同志社女子大学                                          |
| 京都府     | 立命館生活協同組合                               | 立命館大学 立命館アジア太平洋大学                                  |
| 京都府     | 京都府立医科大学・京都府立大学生活協同組合       |                                                                    |
| 京都府     | 龍谷大学生活協同組合                             |                                                                    |
| 京都府     | 京都教育大学生活協同組合                         |                                                                    |
| 京都府     | 京都工芸繊維大学生活協同組合                     |                                                                    |
| 京都府     | 京都橘学園生活協同組合                           | 京都橘大学                                                         |
| 京都府     | 京都経済短期大学生活協同組合                     |                                                                    |
| 大阪府     | 大阪樟蔭女子大学生活協同組合                     |                                                                    |
| 大阪府     | 大学生活協同組合大阪インターカレッジコープ       |                                                                    |
| 大阪府     | 近畿大学生活協同組合                             |                                                                    |
| 大阪府     | 大阪経済大学生活協同組合                         |                                                                    |
| 大阪府     | 大阪教育大学生活協同組合                         |                                                                    |
| 大阪府     | 阪南大学生活協同組合                             |                                                                    |
| 大阪府     | 大阪大学生活協同組合                             |                                                                    |
| 大阪府     | 大阪電気通信大学生活協同組合                     |                                                                    |
| 大阪府     | 大阪千代田短期大学生活協同組合                   |                                                                    |
| 大阪府     | 千里金蘭大学生活協同組合                         |                                                                    |
| 大阪府     | 大阪公立大学生活協同組合                         |                                                                    |
| 兵庫県     | 関西学院大学生活協同組合                         | 関西学院大学 聖和短期大学                                          |
| 兵庫県     | 神戸市外国語大学消費生活協同組合                 | 神戸市外国語大学 神戸市看護大学                                    |
| 兵庫県     | 甲南大学生活協同組合                             |                                                                    |
| 兵庫県     | 兵庫県立大学生活協同組合                         | 兵庫県立大学 芸術文化観光専門職大学                                |
| 兵庫県     | 神戸薬科大学生活協同組合                         |                                                                    |
| 兵庫県     | 神戸親和大学生活協同組合                         |                                                                    |
| 兵庫県     | 園田学園女子大学生活協同組合                     | 園田学園女子大学 園田学園女子大学短期大学部                        |
| 兵庫県     | 大手前大学生活協同組合                           |                                                                    |
| 兵庫県     | 甲南女子大学生活協同組合                         |                                                                    |
| 兵庫県     | 神戸市立工業高等専門学校生活協同組合             |                                                                    |
| 奈良県     | 奈良女子大学生活協同組合                         |                                                                    |
| 奈良県     | 奈良教育大学生活協同組合                         |                                                                    |
| 奈良県     | 奈良県立大学生活協同組合                         |                                                                    |
| 奈良県     | 奈良工業高等専門学校生活協同組合                 |                                                                    |
| 和歌山県   | 和歌山大学消費生活協同組合                       |                                                                    |
| 和歌山県   | 和歌山県立医科大学生活協同組合                   |                                                                    |
| 鳥取県     | 鳥取大学生活協同組合                             |                                                                    |
| 島根県     | 島根大学生活協同組合                             |                                                                    |
| 岡山県     | 岡山大学生活協同組合                             |                                                                    |
| 岡山県     | 就実生活協同組合                                 | 就実大学 就実短期大学                                              |
| 広島県     | 広島大学消費生活協同組合                         |                                                                    |
| 広島県     | 広島修道大学生活協同組合                         |                                                                    |
| 広島県     | 福山市立大学生活協同組合                         |                                                                    |
| 山口県     | 下関市立大学生活協同組合                         |                                                                    |
| 山口県     | 水産大学校生活協同組合                           |                                                                    |
| 山口県     | 山口大学生活協同組合                             |                                                                    |
| 山口県     | 梅光学院大学生活協同組合                         |                                                                    |
| 山口県     | 山口県立大学生活協同組合                         |                                                                    |
| 徳島県     | 徳島大学生活協同組合                             |                                                                    |
| 香川県     | 香川大学生活協同組合                             |                                                                    |
| 香川県     | 四国学院生活協同組合                             |                                                                    |
| 愛媛県     | 松山大学生活協同組合                             | 松山大学 松山短期大学                                              |
| 愛媛県     | 愛媛大学生活協同組合                             |                                                                    |
| 愛媛県     | 松山東雲女子大学・松山東雲短期大学生活協同組合   |                                                                    |
| 高知県     | 高知大学生活協同組合                             |                                                                    |
| 高知県     | 高知県公立大学生活協同組合                       | 高知県立大学 高知工科大学                                          |
| 福岡県     | 福岡教育大学生活協同組合                         |                                                                    |
| 福岡県     | 九州工業大学生活協同組合                         |                                                                    |
| 福岡県     | 北九州市立大学生活協同組合                       |                                                                    |
| 福岡県     | 福岡女子大学生活協同組合                         |                                                                    |
| 福岡県     | 九州大学生活協同組合                             |                                                                    |
| 福岡県     | 西南学院大学生活協同組合                         |                                                                    |
| 福岡県     | 福岡県立大学生活協同組合                         |                                                                    |
| 福岡県     | 九州国際大学生活協同組合                         |                                                                    |
| 福岡県     | 西南女学院大学生活協同組合                       | 西南女学院大学 西南女学院大学短期大学部                            |
| 佐賀県     | 佐賀大学生活協同組合                             |                                                                    |
| 長崎県     | 長崎県立大学佐世保校生活協同組合                 | （佐世保校を職域とする）                                           |
| 長崎県     | 長崎大学生活協同組合                             |                                                                    |
| 長崎県     | 純心大学生活協同組合                             | 長崎純心大学                                                       |
| 長崎県     | 長崎県立大学シーボルト校生活協同組合             | （シーボルト校を職域とする）                                       |
| 熊本県     | 熊本大学生活協同組合                             |                                                                    |
| 熊本県     | 生活協同組合熊本インターカレッジコープアカデミア |                                                                    |
| 大分県     | 大分大学生活協同組合                             |                                                                    |
| 宮崎県     | 宮崎大学生活協同組合                             |                                                                    |
| 宮崎県     | 南九州学園生活協同組合                           | 南九州大学 南九州大学短期大学部                                    |
| 鹿児島県   | 鹿児島大学生活協同組合                           |                                                                    |
| 鹿児島県   | 鹿児島県立短期大学生活協同組合                   |                                                                    |
| 沖縄県     | 琉球大学生活協同組合                             |                                                                    |
| 沖縄県     | 沖縄大学生活協同組合                             |                                                                    |

出典：